# Palais de la Rinascente (Cagliari)
 (mai 2025).
Le palais de la Rinascente (en italien : palazzo della Rinascente) est un bâtiment commercial de la ville de Cagliari en Italie.

## Histoire
Les travaux de construction du bâtiment, conçu par l’architecte Federico Rampazzi pour abriter les grands magasins La Rinascente, commencent en 1925 et sont achevés en 1930. En 1938, la succursale s’agrandit en occupant également des espaces auparavant loués, à l’exception de ceux de l’Hôtel Miramare au sixième étage et du Supercinema au rez-de-chaussée. Ces derniers cessent leurs activités dans les années 1960.

## Description
Le palais se situe dans la via Roma dans le centre-ville de Cagliari.
Le bâtiment présente un style néo-maniériste. Les façades sont rythmiques verticalement par des pilastres, tandis qu’au-dessus de la corniche, en correspondance avec les trois ouvertures principales, se trouve un fronton.

## Galerie

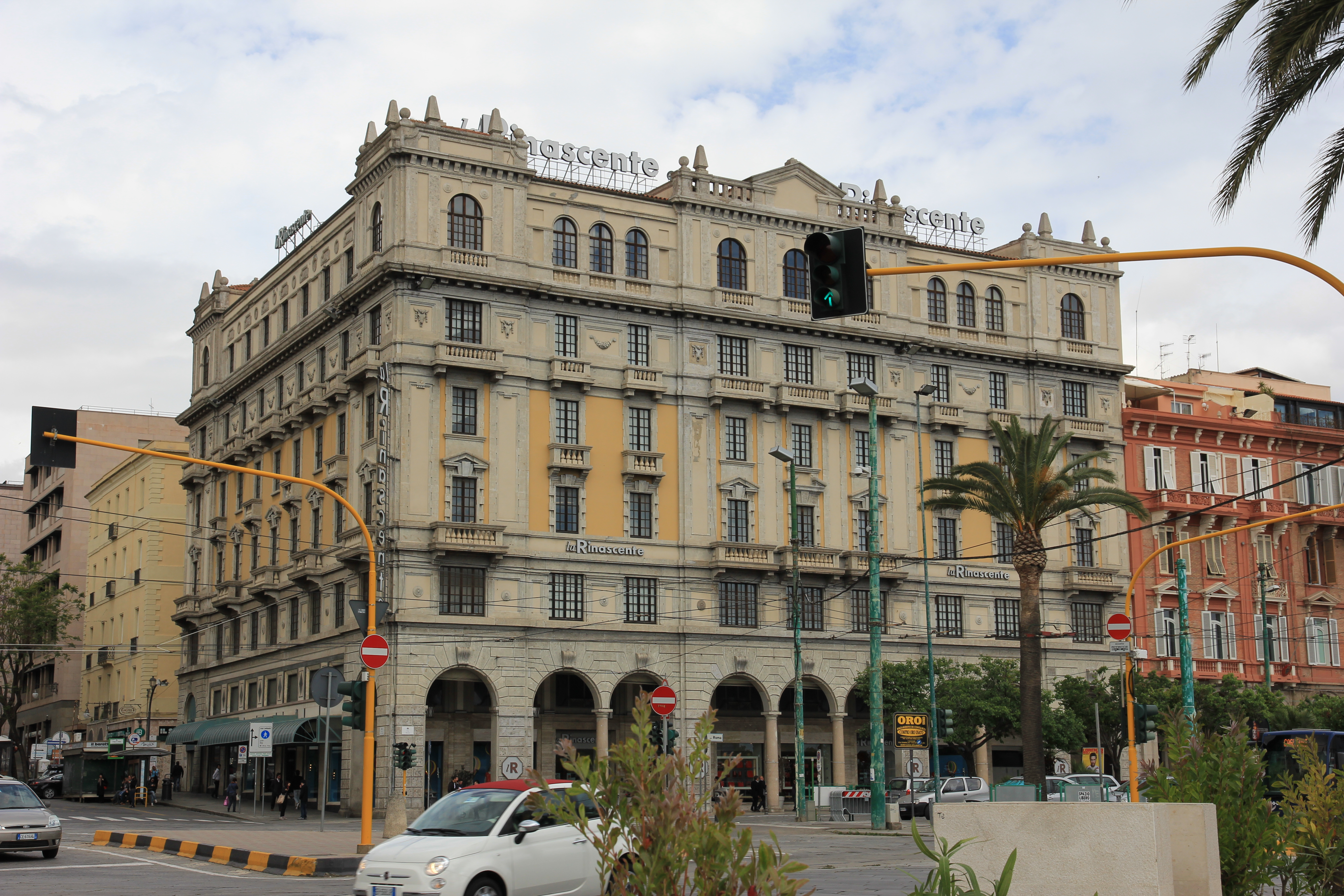
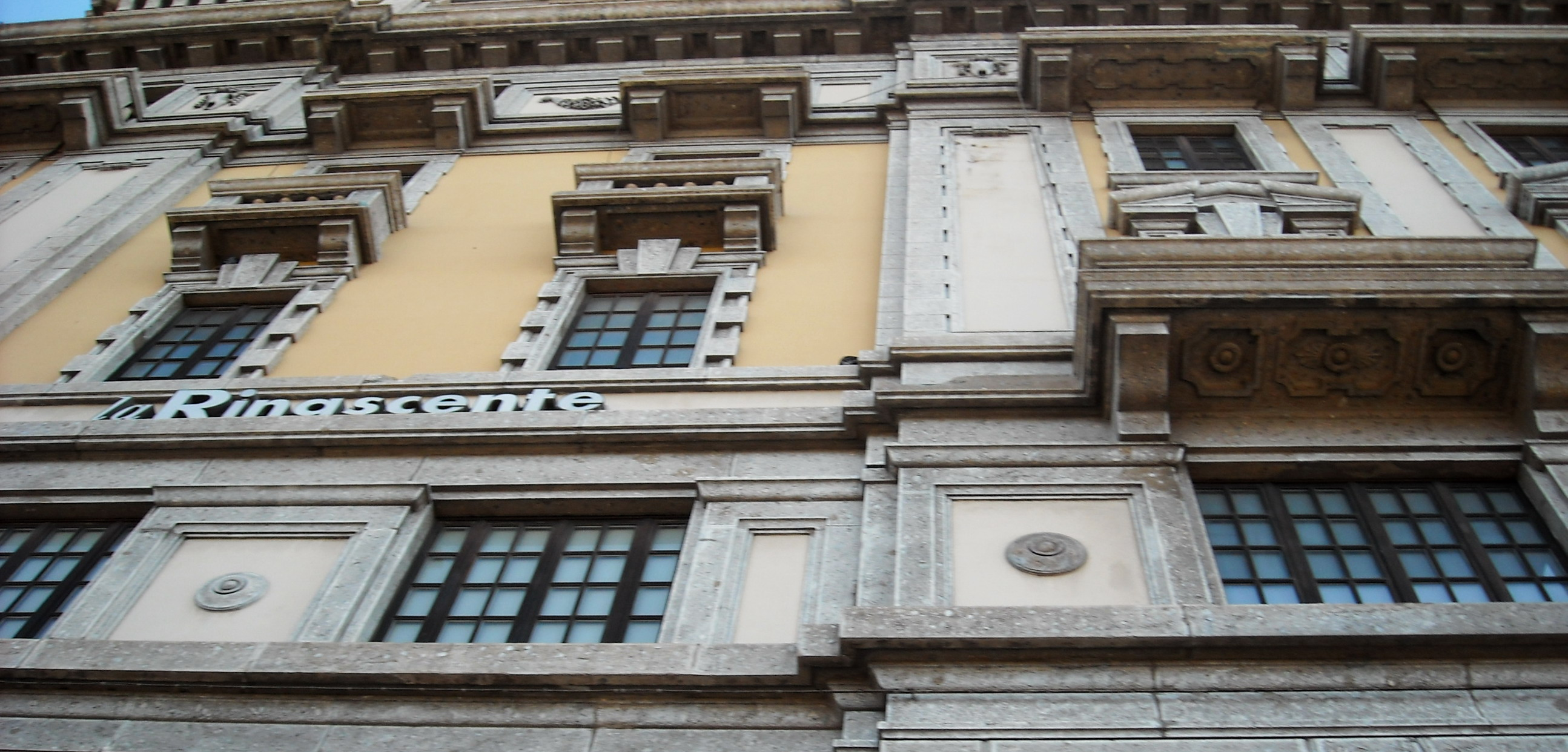
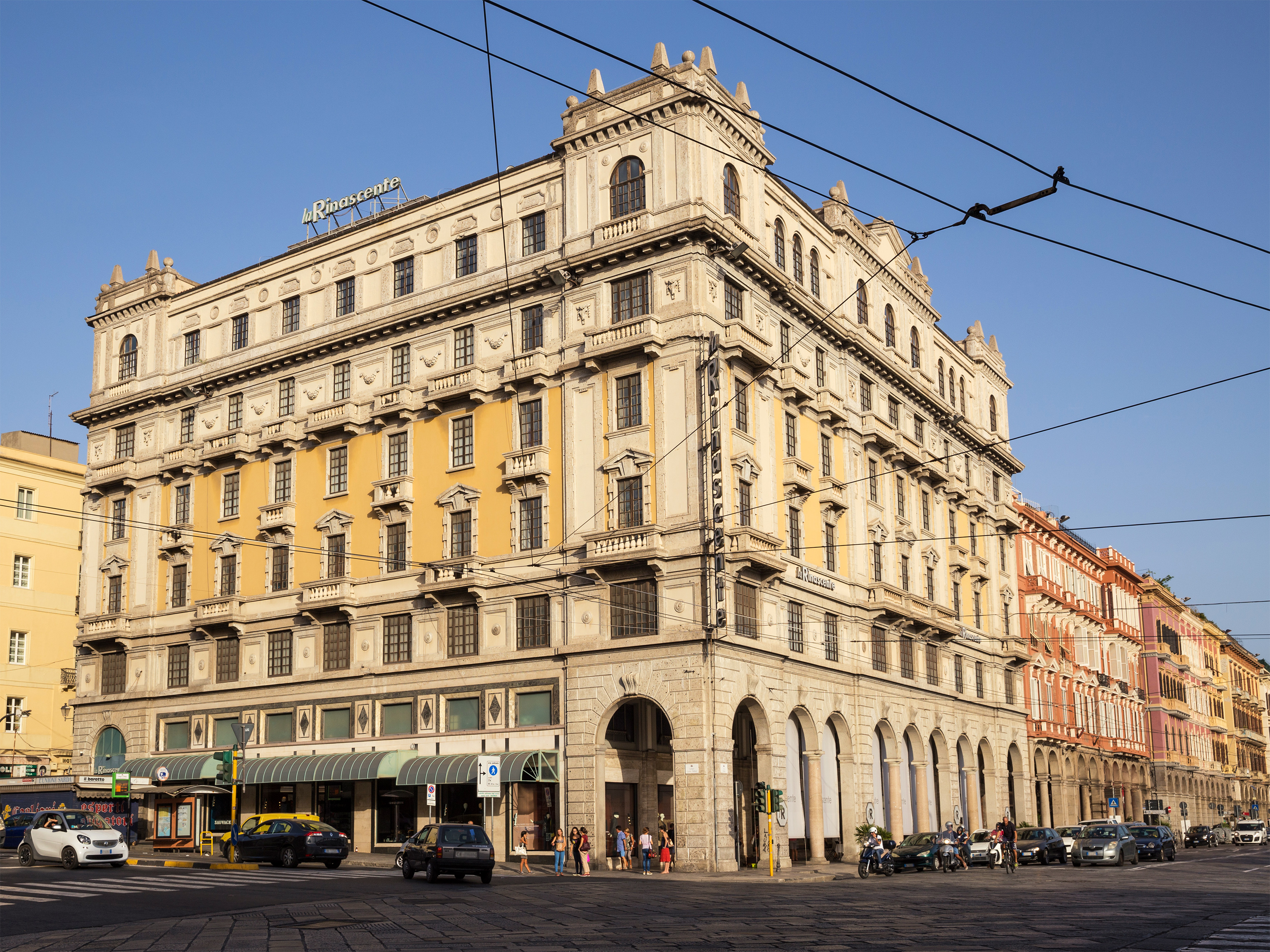